# Horst Koch (Fußballspieler)
Horst-Dieter Koch (* 13. März 1942; † 21. Juli 2019) war ein deutscher Fußballspieler, der in den 1960er und 1970er Jahren mit der SG Dynamo Schwerin im Zweitligafußball der DDR vertreten war. 

## Sportliche Laufbahn
Bis 1963 spielte Horst-Dieter Koch mit dem SC Traktor Schwerin in der drittklassigen II. DDR-Liga. Nach der Saison 1963/63 wurde die II. DDR-Liga eingestellt und der SC Traktor wurde in die nun drittklassige Bezirksliga Schwerin eingegliedert. Das nahm Koch zum Anlass, zur Schweriner Polizei-Sportgemeinschaft Dynamo Schwerin in die zweitklassige DDR-Liga zu wechseln. In der Saison 1963/64 kam Koch zunächst nur in vier der 30 Ligaspiele zum Einsatz, wies aber mit seinen drei Toren bereits seine Treffsicherheit nach. Bis 1974 war er danach Stammspieler der SG Dynamo. Innerhalb von zehn Spielzeiten kam er bei 272 Ligaspielen auf weitere 259 Einsätze, in denen er 68 Tore erzielte. Er zählte in jeder Spielzeit zu den Torschützen, und in den Spielzeiten 1965/66, 1968/69, 1970/71 und 1971/72 bestritt er jeweils alle Punktspiele. Nachdem er 1974 31-jährig seine Laufbahn als Leistungsfußballer beendet hatte, wurde er 1976 bei Dynamo Schwerin Übungsleiter. Er war zunächst im Nachwuchsbereich tätig, von 1980 bis 1982 trainierte er zusammen mit Horst Löhle die DDR-Liga-Mannschaft. 